# Kerstdiner

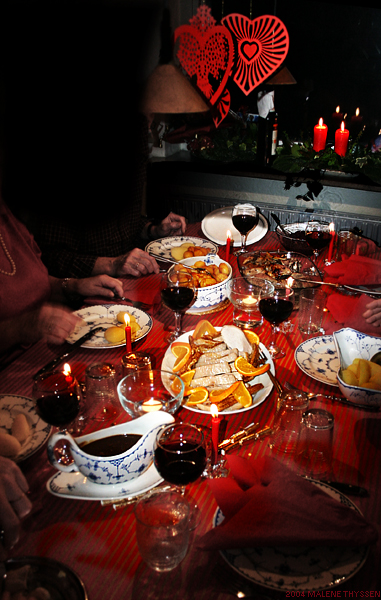
Deens kerstdiner

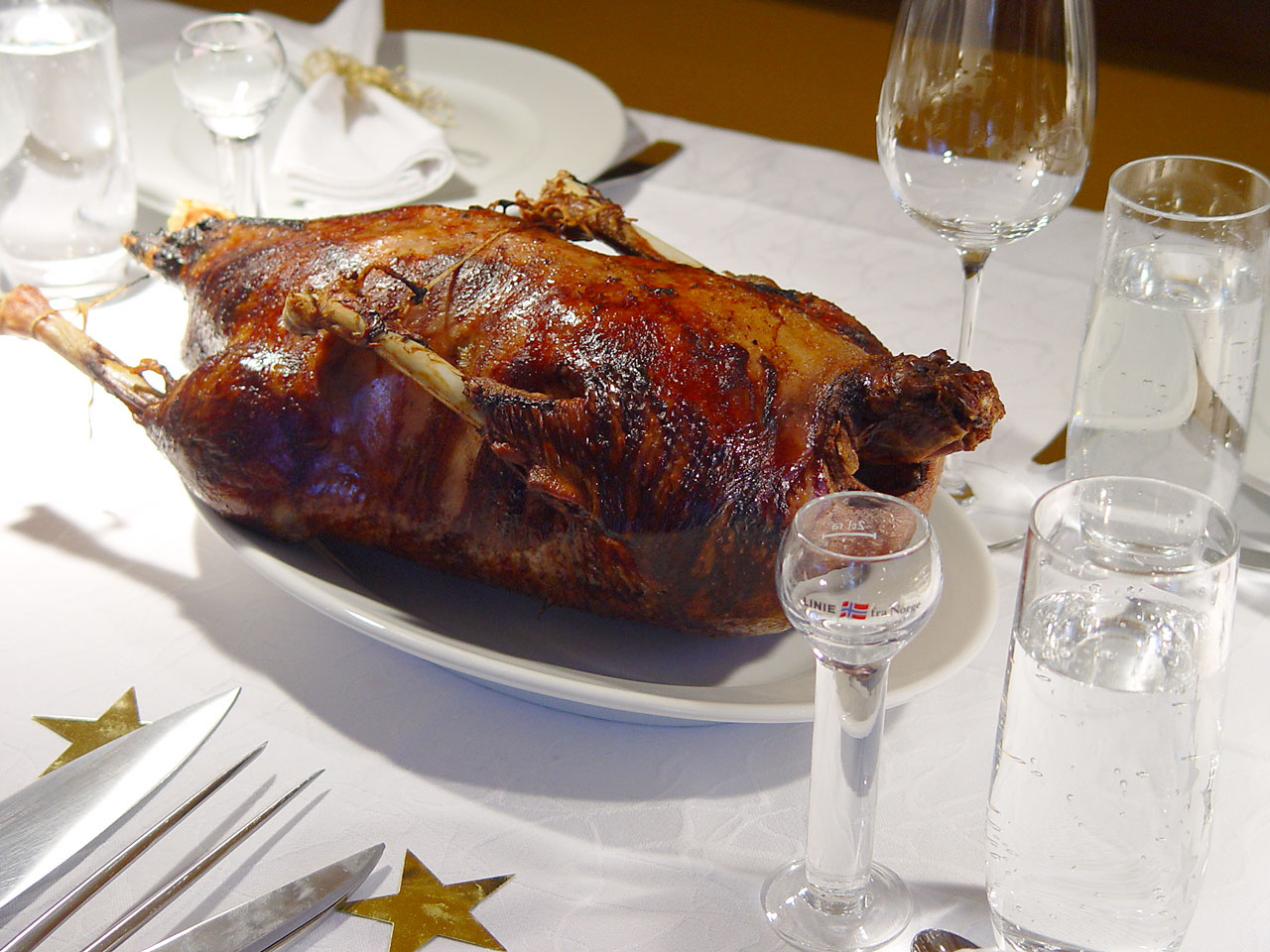
Kalkoen

Het kerstdiner is een speciaal diner ter gelegenheid van Kerstmis. Het kerstdiner kan gehouden worden op kerstavond, eerste kerstdag (25 december) of tweede kerstdag (26 december). De maaltijd bestaat meestal uit meerdere gangen, zoals een voorgerecht, hoofdgerecht en nagerecht. Vaak worden feestelijke menu's met wat luxueuzere producten gegeten. Vroeger was een traditioneel vleesgerecht de kalkoen. Het kerstdiner wordt vaak geserveerd aan een feestelijk versierde tafel met bijvoorbeeld kaarsen, lichtjes, kerststukjes en kerstservetten. Ook de ruimte waar het diner wordt geserveerd is vaak feestelijk versierd.
Een variant op het kerstdiner is de kerstlunch. Dit is een vaak uitgebreide lunch met kleine hapjes, die met Kerstmis in de middag wordt gegeten. 

## Oorsprong

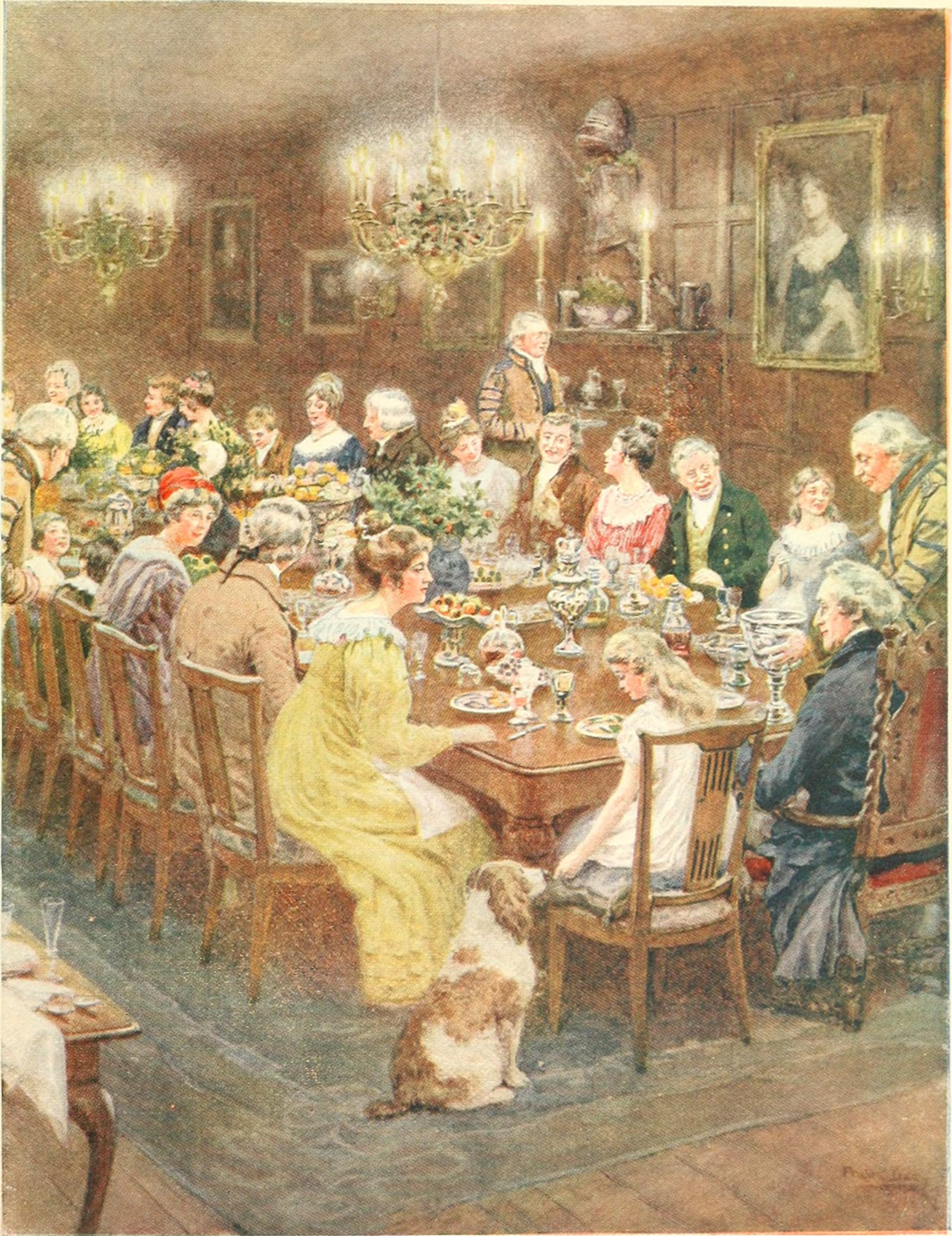
Kerstdiner, Old Christmas, 1916

De kerstdiners zoals deze vandaag de dag in Nederland en Vlaanderen worden gegeven hebben hun oorsprong in Groot-Brittannië. Van deze invloeden stammen de oudste uit het einde van de 16e eeuw. Sinds de regeerperiode van Elizabeth I (1533-1603) werd het voor de hogere klasse steeds gebruikelijker om grote, uitgebreide kerstdiners te geven. Degenen die het zich konden veroorloven hielden kerstbanketten waarbij familie, vrienden en kennissen werden uitgenodigd.
Tijdens de kerstdiners van de 16e eeuw werden er vooral zoete etenswaren geserveerd. Suiker was een duur product en mensen geloofden dat het medicinale eigenschappen had. Dikwijls was het pronkstuk van een 16e-eeuws kerstdiner een groot stuk marsepein, versierd met allerlei suikerfiguren, vruchten en noten.
In de eeuwen erna werden zoetwaren voornamelijk als dessert geserveerd. In de Victoriaanse tijd (1837-1901) begonnen de kerstdiners meer te lijken op de diners zoals we die vandaag de dag kennen. Het hoofdgerecht bestond doorgaans uit een vleesgerecht, zoals rosbief of gans. Het hoofdgerecht werd aangevuld met bijgerechten zoals groenten en aardappels. Aan het einde van de 19e en het begin van de 20e eeuw werd hier ook kalkoen aan toegevoegd. Omdat kalkoen in die tijd vrij duur was, was het aanvankelijk alleen voorbehouden aan de hogere sociale klasse. Einde 19e eeuw werd kalkoen ook voor de 'gewone man' betaalbaar. Bovendien was kalkoen, vanwege zijn afmeting, zeer geschikt als hoofdgerecht voor een gemiddeld Brits gezin.

## Modern gebruik
Begin 20e eeuw werden deze gebruiken ook in Nederland en Vlaanderen overgenomen en werd het traditie om tijdens Kerstmis kalkoen te serveren. In bijvoorbeeld Nederland is het gebruikelijk om tijdens kerst te gourmetten met familie. Dit gebruik is waarschijnlijk overgekomen vanuit Nederlands-Indië. In dat deel van het Koninkrijk was het al langer gebruikelijk om kleine gerechten te koken in kleine pannetjes. Dit zou later geëvolueerd zijn in het moderne gourmetten.